# Тихомирнов, Герман Александрович
Ге́рман Алекса́ндрович Тихоми́рнов (4 января 1899, Казань, Казанская губерния, Российская империя — 8 апреля 1955, Москва, РФСФР, СССР) — русский революционер и партийный деятель, советский историк-архивист, источниковед, лениновед, один из первых исследователей жизненного и революционного пути периода ссылки в Сибирь 1897—1900 гг. В. И. Ленина, кандидат исторических наук (1935), заведующий Единым партийным архивом (ЕПА) Института В. И. Ленина при ЦК ВКП(б) и Центральным партийным архивом (ЦПА) Института Маркса—Энгельса—Ленина при ЦК ВКП(б). Псевдонимы: «товарищ Герман» и «Гермоген».

## Биография
Родился в казанско-чебоксарской торгово-промышленной династии. В 1911—1918 гг. учился в Третьей Казанской мужской гимназии. Семья жила по принципу «без Бога ни до порога» и богобоязненность считалась основой воспитания, детям религиозное отношение не передалось.
С 1916 г. активный участник революционной работы. С 1917 г. член РСДРП(б) — РКП(б) — ВКП(б) — КПСС. В ходе Гражданской войны в России в 1917—1918 гг. член штаба боевой большевистской дружины учащихся штаба Красной гвардии города Казани. В 1918—1921 гг. в РККА, начальник инфотдела Политотдела Восточного фронта и 5-й армии РККА, заведующий Инфотделом Управления г. Казани и Казанской губернии и комиссар 4-го полевого строительства Казанского укрепрайона, начальник учётного Инфотдела Политотдела Петроградского укрепрайона, комиссар оперотдела штаба и начальник агентуры Секретного отдела ВЧК Запасной армии в Казани.
В 1921—1925 гг. сотрудник аппарата ЦК РКП(б), в 1921—1922 гг. помощник заведующего Отделом информации ЦК РКП(б) Н. В. Лисицына и инструктор Организационно-инструкторского отдела ЦК РКП(б), в 1922—1924 гг. заместитель заведующего Бюро Секретариата ЦК РКП(б) Н. И. Смирнова и помощник генерального секретаря ЦК РКП(б) И. В. Сталина. В 1925—1937 гг. учёный секретарь и заведующий ЕПА Института В. И. Ленина при ЦК ВКП(б), затем ЦПА ИМЭЛ при ЦК ВКП(б), в Москве. В 1935 г. президиум Коммунистической академии при ЦИК СССР на основании постановления СНК СССР с 1934 г. присвоил ему учёную степень кандидата исторических наук. В 1937—1938 гг. руководитель секретариата председателя СНК СССР В. М. Молотова.
В 1938—1941 гг. комиссар павильона СССР на Всемирной выставке в Нью-Йорке, открытой во время подписания пакта Молотова — Риббентропа. После разгрома выставки простыми американцами, ему удалось спасти и переправить в СССР почти все экспонаты.
В 1941—1946 гг. заместитель наркома Просвещения Татарской АССР, директор завода № 300 Наркомата авиационной промышленности, исполняющий обязанности директора студии «Стереокино» Министерства кинематографии СССР. В 1947—1955 гг. старший научный сотрудник ИМЭЛ при ЦК КПСС.
Кавалер ордена «Знак Почёта». Похоронен на Новодевичьем кладбище г. Москвы вместе с женой, сыном и невесткой.

## Деятельность
Тихомирнов исследовал документы и материалы по деятельности В. И. Ленина во время эмиграции, вёл большую работу за границей, разыскивая различные архивы и библиотеки, в которых могла быть работа Ленина. В 1936 г. осматривал архив меньшевиков и вновь обнаружил первое крупное произведение Ленина «Что такое „друзья народа“ и как они воюют против социал-демократов?» с надписью А. Н. Потресова, на которую в своё время обратил внимание А. С. Шаповалов. По-видимому, перед ним оказался экземпляр, побывавший в руках у Шаповалова. Помимо надписи Потресова, на страницах книги были обнаружены пометки и редакционные исправления Ленина. Ценный документ был немедленно приобретён ЦПА ИМЭЛ при ЦК ВКП(б). Это был экземпляр, который Ленин привозил за границу в 1895 году группе «Освобождение труда». Не найдя второго выпуска в этом экземпляре, Тихомирнов также стал испытывать сомнения, был ли он напечатан.
Незадолго до второй мировой войны Тихомирнов беседовал с известным немецким социал-демократом, журналистом и историком Густавом Майером (1871—1948), который передал фотокопию адресованного ему письма Ленина. Майер просил Ленина написать краткий очерк по истории русской социал-демократии, Ленин отказался, но указал Майеру краткую библиографию статей по истории партии. Письмо Ленина к Майеру попало в ЦПА ИМЭЛ при ЦК ВКП(б) во время загранпоездки Тихомирнова. Сотрудники, описывавшие письмо, не знали, кому оно адресовано, поскольку никаких данных об этом на самом письме не было. Долгое время адресат его «не проявлялся». Так оно и вошло в Полное собрание сочинений Ленина как письмо неизвестному адресату. Лишь в 1968 году изучение воспоминаний Майера, где приводится письмо, и документов Тихомирнова позволило восстановить этот пробел.
Тихомирнов тщательно исследовал путешествия Ленина в сибирской ссылке 1897—1900 гг., в частности установил, что Ленин выехав из Москвы 22 февраля 1897 г., проехал Самару 24 февраля и прибыл в Иркутск 3 марта. Проследил жизнь Ленина в Красноярске по ещё не изданным тогда документам, вполне правдоподобным считал сообщение Ю. О. Мартова о знакомстве Ленина с Н. Е. Федосеевым в Красноярске, объявил не исключённой возможность что в Красноярске Ленин закончил статью «К характеристике экономического романтизма» В 1930 г. Тихомиров определил «начало конца» историко-партийного источниковедения и её ведущую тенденцию, которой целевой установкой был пересмотр всего написанного о Ленине и установление бесспорных фактов ленинской биографии, причём единственным видом абсолютно бесспорных источников установил документы самого Ленина. По сути первая попытка дать классификацию историко-партийных источников и вполне рациональная критика слабых сторон мемуаров в его статье, не скрывали главного — отрицания информационной ценности всех видов источников, кроме ленинских. Соответственно, «исследования» стали строиться «от цитаты», сначала Ленина, затем — Сталина, потом снова — одного Ленина. История РСДРП растворилась как самостоятельный предмет изучения в рамках официозной «Истории ВКП(б)», не было места разномыслию, аргументированной дискуссии, расширению источниковой базы.
Тихомирнов активно развивал историческую идеологию периода сталинизма, особенно поддержал личную борьбу Сталина с правым уклоном определённую им на объединённых пленумах ЦК ВКП(б) и ЦКК ВКП(б) 6-11 апреля 1928 г. и 16-23 апреля 1929 г., которая дала начало Большого террора в СССР. В 1932 г. Тихомирнов обратился к Сталину с просьбой в срочном порядке опубликовать документы Ленина по поводу статьи Н. И. Бухарина «К теории империалистического государства» 1916 г., в которых содержалась ленинская критика. Подготовил к печати критику Ленина некоторых положений статьи Н. И. Бухарина, письма Ленина к Г. Е. Зиновьеву и Бухарину, которые в 1932 г. были опубликованы в журнале ЦК ВКП(б) «Большевик», переписку Бухарина и Зиновьева по этому вопросу, в 1933 г. материал появился в виде книги Ленина «Замечания на статьи Н. И. Бухарина о государстве». В предисловии Тихомирнов писал: «Статья М. Бухарина является по существу одной из первых статей Бухарина, в которой он наиболее полно развил систему своих ошибочных полуанархистских взглядов о „взрыве“ государства...». Тихомирнов указал, что Сталин на апрельском пленуме ЦК 1928 года дал «резкую отповедь этой попытке Бухарина задним числом навязать партии свои антимарксистские взгляды».
В личной переписке со Сталиным в 1927 г. сумел его убедить передать подлинник письма Ленина о проекте декрета о соли на хранение в архиве Института Ленина. В 1931 г., вследствие письма Сталина «О некоторых вопросах истории большевизма» объявленного в журнале «Пролетарская революция», Тихомирнов стал членом его редколлегии. Вскоре появился новый состав, главным редактором вместо директора ИМЭЛ при ЦК ВКП(б) В. В. Адоратского стал руководитель информационно-пропагандистского отдела Коминтерна В. Г. Кнорин. Тихомирнов участвовал в 1930-е  годы в переговорах о приобретении ИМЭЛ при ЦК ВКП(б) архива К. Маркса и Ф. Энгельса. После захвата власти в Германии Гитлером и разгромления Социал-демократической партии Германии, в 1933 г. меньшевик Б. И. Николаевский, штатный представитель Института Ленина в Берлине в 1924—1931 гг. лишён советского гражданства Президиумом ЦИК СССР в 1932 г., вместе с архивами СДПГ прибыл на эмиграцию в Париж. Узнав о вывозе фондов, руководство ИМЭЛ начало разрабатывать планы приобретении этого собрания. В 1934 г. политика Коминтерна начала меняться в сторону сотрудничества с социал-демократами, в частности с Французской секцией Рабочего интернационала, которой руководство дружилось с меньшевиками. В 1935 г. Тихомирнов предложил Николаевскому возобновить ту работу в ИМЭЛ, которую он выполнял, когда Институт Маркса и Энгельса возглавлял Д. Б. Рязанов и оказать институту помощь в приобретении архива СДПГ, сказал что лишение гражданства не является препятствием к возобновлению работы и просил его как скорее решить вопрос. В эти время Тихомирнов вёл переговоры о покупке ряда ценных документов по истории РСДРП, в том числе протоколов совещания I съезда РСДРП, которые имел на руках участник социал-демократического движения и делегат Петроградской конференции РСДРП в 1917 г. Б. А. Скоморовский. В 1936 г. Тихомирнов, Бухарин, Адоратский и председатель Всесоюзного общества культурных связей с заграницей А. Я. Аросев продолжали переговоры в основном с Николаевским как посредником при покупке архива, но германские социал-демократы их прекратили из-за внутриполитических событий в СССР, начатых показательным судебным процессом «Антисоветского объединенного троцкистско-зиновьевского центра». В 1938 г. правление СДПГ продало архив Международному институту социальной истории в Амстердаме. Руководство ИМЭЛ не отказалось от мысли приобретения ценнейшего архива Маркса и Энгельса, в 1940 г. Тихомирнов в письме к Сталину предлагал действовать дипломатическими каналами. Тихомирнов не знал, что накануне оккупации Голландии фашистской Германией архив МИСИ переехал в Лондон.
Много сил и времени потратил Тихомирнов на переговоры об архиве Г. А. Алексинского, который в 1920-е гг. предложил Институту Маркса и Энгельса и Институту Лепина купить его богатую коллекцию: материалы Каприйской школы, группы «Вперёд», социал-демократической фракции II Государственной думы, письма А. М. Горького, Л. Д. Троцкого, А. В. Луначарского, М. Н. Покровского, Д. 3. Мануильского, рукопись Ленина «По поводу так называемого вопроса о рынках», книга В. М. Шулятикова «Оправдания капитализма в западноевропейской философии от Декарта до Маха» с многочисленными пометками Ленина, и другие документы. В 1935 г. Тихомирнов вышел на Алексинского, в письме из Парижа проинформировал директора ИМЭЛ о ходе переговоров. Проблема заключалась в высокой стоимости, Тихомирнов долго и настойчиво торговался, добиваясь снижения цепы. Выступал за покупку архива целиком, Алексинский обещал дать в придачу документы, освещающие попытки размена экспроприированных большевиками денег в 1911 г., донесения агентов германского Генерального штаба о деятельности Ленина в Швейцарии в 1915—1916 гг., документы о связях сотрудников советских заграничных учреждений с местными спецслужбами. Свою аргументацию в пользу покупки архива Тихомирнов дополнил сообщением, что Алексинский хорошо отзывался о Сталине. Письмо Тихомирнова Сталину осталось без ответа. Тихомирнову удалось приобрести три редких издания, в том числе книгу Шулятикова с пометками Ленина. В 1935 г. Тихомирнов сообщил в Москву о покупке ценных материалов у заграничной делегации меньшевиков: архива «Искры», автографов Ленина, резолюций местных комитетов РСДРП принятых перед созывом II съезда РСДРП, включая проект написан Лениным, прокламаций Ленина «Чего добиваться портовым рабочим» и «К рабочим Семенниковского завода».
В 1937 году был арестован И. И. Межлаук, председатель Всесоюзного комитета по делам высшей школы при СНК СССР, который заведовал подготовкой советской экспозиции Всемирной выставки в Нью-Йорке, весной 1938 г. Тихомирнов был назначен в его место. В 1938 г. СНК объявил новый закрытый конкурс в котором соревновались Б. М. Иофан, К. С. Алабян, И. И. Фомин и Е. А. Левинсон. Резко сжавшиеся сроки заставили ограничить число участников до минимально необходимого для соблюдения видимости конкурсной соревновательности. В жюри вошли В. М. Молотов, Л. М. Каганович и А. И. Микоян. Подготовлено сообщение ТАСС о признании проектов Алабяна и Иофана и принятии проекта Алабяна, побратима Микояна. По выбору Сталина, СНК СССР закрепила соавторство Алабяна и победу Иофана. Тихомирнов поддержал сталинскую идеологию средствами искусства, с гордостью сообщал, что для облицовки экстерьера и интерьера павильона СССР было добыто 8780 м3 мрамора и других пород, ими оформлено около 10 тыс. м2 — 50 % от объёма всей второй очереди московского метро.

## Важнейшие печатные труды
- Тарасов, А. А. «Казанские большевики в период подготовки и проведения Октябрьской революции» / ред. Г. А. Тихомирнов — Казань: Таткнигоиздат, 1956
- Тихомирнов, Г. А. «Одиннадцатый съезд РКП(б)» — М.: Госполитиздат, 1951
- Тарасов, А. А.; Тихомирнов, Г. А. «Пламенный большевик (К 30-летию со дня смерти В. А. Тихомирнова)» // «Красная Татария», 1 IV 1949 г.
- Петров, С. М. "О работе В. И. Ленина «Что такое „друзья народа“ и как они воюют против Социал-демократов?»: Стенограмма публичной лекции, прочитанной в Москве" / ред. Г. А. Тихомирнов — М.: Изд. «Правда», 1949
- Тихомирнов, Г. А. «Борьба Ленина за оформление большевистской партии: Семнадцатый том Сочинений В. И. Ленина» // «Труд», 25 VI 1948 г.
- Тихомирнов, Г. А. «Пятый том Сочинений И. В. Сталина» // «Советская книга», 1947, Т. 6, С. 3—17
- Тихомирнов, Г. А. «Вячеслав Михайлович Молотов: краткая биография» / сост. Г. А. Тихомирнов — М.-Л.: Госполитиздат, 1938
- Тихомирнов, Г. А. «Литературное наследство Ленина» / Институт Маркса — Энгельса — Ленина при ЦК ВКП(б) // «Марксистско-ленинская литература: библиографический бюллетень по марксизму-ленинизму, истории ВКП(б) и Коминтерна» — М.: Партиздат ЦК ВКП(б), 1937, № 1, С. 10—11
- «Справочник к II и III изданиям сочинений В. И. Ленина» / Институт Маркса — Энгельса — Ленина при ЦК ВКП(б) / подг. к печ. К. А. Попов, ред. В. В. Адоратский, К. А. Попов, Г. А. Тихомирнов — Л.: Партиздат ЦК ВКП(б), 1935
- «Протоколы совещания расширенной редакции „Пролетарий“. Июнь, 1909 г.» / подг. к печ. К. А. Остроухова, ред. Г. А. Тихомирнов — М.: Партиздат, 1934
- «Даты жизни и деятельности Ленина, 1870—1924» / подг. к печ. Ш. Н. Манучарьянц, ред. Г. А. Тихомирнов. Изд. 2-е, испр. и доп. — М.: Партиздат, 1933
  - «Даты жизни и деятельности Ленина. 1870—1924» / произв. раб. Ш. Н. Манучарьянц, общ. рук. Г. А. Тихомирнов, ред. В. В. Адоратский и В. Г. Сорин — М.: Соцэкгиз, 1931
- Ленин, В. И. «Замечания на статьи Н. И. Бухарина о государстве» / предисл. Г. А. Тихомирнов — М.: Партиздат, 1933
- Тихомирнов, Г. А. «В Институте Маркса — Энгельса — Ленина: Единый партийный архив» // «Литературное наследство», 1932, Т. 3, С. 327—332
- Тихомирнов, Г. А. «Ленин о статье Н. Бухарина „К теории империалистического государства“» // «Большевик», 1932, Т. 22, С. 94—96
- Тихомирнов, Г. А. «К вопросу о методах работы над источниками по научной биографии В. И. Ленина» // «Пролетарская революция», 1930, № 4, С. 43—61
- «Письма В. И. Ленина из ссылки за 1898 г.» / предисл. А. И. Елизарова, подг. к печ. Г. А. Тихомирнов — «Пролетарская революция», 1929, № 4.
- Тихомирнов, Г. А. «Документы и материалы, относящиеся к периоду ссылки Ленина 1897—1900 гг.» // «Записки Института Ленина». М.: ГИЗ, 1928
- Тихомирнов, Г. А. "О принадлежности Ленину письма в редакцию «Самаровского Вестника» «К вопросу о хлебных ценах»" // «Записки Института Ленина», 1928, Т. 3, С. 87—92
- Тихомирнов, Г. А. «Борьба за Казань», в кн. «Борьба за Казань: сборник материалов о чехо-учредиловской интервенции в 1918 г.: № 1» / Истпарт, Отдел Областного Комитета РКП(б) Татреспублики — Казань: Издание Комбината Издательства и Печати, 1924, С. 90—101

## Семья
- Родоначальник — Осип Терентьевич Тихомирнов (1797—1864), мещанин и купец, в 1840 г. основал рогожное производство г. Казани. Жена Матрена Матвеевна Тихомирнова (1812—1895), происходила из крепостных, возглавила дело после его смерти. В 1878 г. товары получили серебряную медаль в Париже, в 1893 г. — медалью в Чикаго. В 1890-е гг. — начале XX в. во 2-й гильдии чебоксарского купечества.
- Отец — Александр Осипович Тихомирнов (1850—1901), владелец торгового дома которого деятельность прекратила Октябрьская революция, член-соревнователь Вспомогательного общества приказчиков в Казани, пожизненный староста Церкви Георгия Победоносца в Суконной слободе в Казани, многолетний председатель попечительства церковно-приходской школы при Георгиевской церкви, строил здания церковно-приходскх школ. Дважды женат, Ольга Дмитриевна Вараксина (1854—1888) рожала Николая, Сергея и Зинаиду, затем Клавдия Андреевна Аметевская, которая переписывалась с Лениным и финансировала РСДРП(б) в Швейцарии, рожала Виктора, Германа и Ольгу.
- Брат — Виктор Александрович Тихомирнов (1889—1919), революционер, ленинец, партийный и государственный деятель РСФСР, организатор дореволюционной большевистской печати, в 1908 г. окончил Казанское реальное училище, одноклассник В. М. Молотова, c 1905 г. член РСДРП(б) — РКП(б), в 1907—1912 гг. студент экономического отделения Московского коммерческого института (ныне РЭУ им. Г. В. Плеханова), в 1909—1911 гг. выслан в Холмогоры Архангельской губернии и Австро-Венгрию, Швейцарию и Великое княжество Финляндское, в 1912 г. финансист и издатель газеты «Правда», в 1913—1914 гг. выслан в Повенец Олонецкой губернии и Закопане, соратник В. И. Ленина во время эмиграции 1912—1914 гг. в Кракове и Поронине, в 1914 г. вёл агитработу и участвовал в устройстве подпольной типографии Русского бюро в Петрограде, в 1917 г. член оперштаба и руководитель рабочего отряда МВРК, участник Февральской революции и Октябрьской революции в Петрограде, председатель Казанского городского комитета и руководитель фракции большевиков в Казанском Совете рабочих и солдатских депутатов, сотрудник редакции газеты «Правда» и первый редактор казанской газеты «Рабочий», с 1917 г. член Военбюро Московского комитета РСДРП(б) и секретарь фракции большевиков в Моссовете, в 1918 г. заведующий ОМУ НКВД РСФСР, по его докладу коллегия НКВД РСФСР утвердила проект положения о советской милиции и образовала Центральный аппарат РКМ, в 1918—1919 гг. член коллегии НКВД РСФСР, с 1919 г. член Казанского губисполкома и участник в организации подготовки Казани к обороне против Русской армии адмирала А. В. Колчака. В его честь названа улица Тихомирнова в Вахитовском районе г. Казань.
  - Жена — Вера Владимировна Мальцева (1916). Дочь Ирина Викторовна Тихомирнова (1917—1984), заслуженная артистка РСФСР, в 1936—1959 гг. балерина лирического плана ГАБТ СССР, в 1941—1943 гг. эвакуирована в Куйбышев, лауреат Сталинской премии I степени 1947 г., педагог МАХУ с 1959 г., «Ла Монне» с 1961 г. и «Москонцерта» с 1970 г., в 1966—1970 гг. основала Хореографический концертный ансамбль СССР «Молодой балет», с 1981 г. руководила Ансамблем классического балета Московской областной филармонии. Её муж балетмейстер ГАБТ СССР и народный артист СССР Асаф Михайлович Мессерер (1903—1992), лауреат Сталинской премии II степени 1941 г. и I степени 1947 г., ним усыновлён её сын Михаил Асафович Тихомирнов (1938—2014), артист ГАБТ и основатель Школы балета им. И. Тихомирновой, которого сын заслуженный артист России Андрей Михайлович Тихомирнов (1966 г. р.) живёт в ФРГ. Братия жены врач-революционер и чиновник НКВД СССР Николай Владимирович Мальцев, вместе с ним В. А. Тихомирнов, В. В. Адоратский, В. М. Молотов и А. Я. Аросев с времён учёбы в Казанском реальном училище становили основу Казанского комитета РСДРП(б), дипломат и разведчик Юрий Владимирович Мальцев (1895—1941), с 1912 г. член РСДРП(б) — РКП(б) — ВКП(б), в 1917—1920 гг. политработник РККА, выпускник Военной академии им. М. В. Фрунзе, в 1921—1923 гг. консул РСФСР в Баязете, в 1923—1924 гг. 1-й секретарь полпредства СССР в Ревеле, в 1925—1926 гг. 1-й секретарь полпредства СССР в Гельсингфорсе, в 1926—1928 гг. генконсул СССР в Кобе, в 1928—1929 гг. помощник секретаря ЦК ВКП(б) В. М. Молотова, в 1933—1936 гг. генконсул СССР в Сеуле, редактор Воениздата НКО СССР, органами НКВД СССР репрессирован в ходе Сталинских репрессий 1939 г. и расстрелян по обвинению в шпионаже, в 1967 г. реабилитирован.
- Сестра — Ольга Александровна Тихомирнова (1897—1974), зоолог, кандидат биологических наук, сотрудница кафедры биологии Казанского медицинского института, член общества естествоиспытателей. Беспартийная, участвовала в ликвидации безграмотности. Муж Всеволод Владимирович Изосимов, доктор биологических наук, профессор, заведующий кафедрой биологии, проректор по учебной работе института.
- Сестра — Зинаида Александровна Тихомирнова (1879—1972), врач-невропатолог, окончила Санкт-Петербургский женский медицинский институт, в 1914 г. служила военврачом Русской императорской армии и на медпоезде вывозила раненых с фронта, после демобилизации поступила в клиническую ординатуру по невропатологии на медфаке Казанского университета и была направлена на работу в противотуберкулёзный санаторий «Каменка», в 1924—1939 гг. работала по специальности в Казанском военном госпитале, в 1939—1950 гг. работала в «Шамовской» городской клинической больнице № 1 и организовала физиотерапевтический кабинет, член коллегии Казанского губздрава. Революционерка, близкий товарищ Х. М. Ямашева, финансировала революцию, деятельно участвовала в работе казанской организации РСДРП. Заслуженный врач РСФСР, награждена орденами Ленина и Трудового Красного Знамени.
- Жена — Лидия Сергеевна Тихомирнова (1905—1968). Сын Роберт Германович Тихомирнов (1928—1997), юрист, член Московской горколлегии адвокатов, с 1965 г. член Верхсуда СССР, в 1987—1989 гг. председатель Судебной коллегии по уголовным делам и в 1989—1991 гг. заместитель председателя Верхсуда СССР, в 1973—1979 гг. инструктор Отдела админорганов ЦК КПСС, с 1979 г. госсоветник юстиции 2-го класса и начальник Управления Прокуратуры СССР по надзору за рассмотрением уголовных дел в судах, в 1980-х гг. под его председательствованием реабилитирован О. Э. Мандельштам, пилот ФРГ Матиас Руст приговорён к 4 годам тюрьмы, глава Минлегпрома РСФСР в 1975—1983 гг. и депутат Верхсовета РСФСР IX и X созывов Е. Ф. Кондратьков (1923—1990) приговорён к тюрьме и повесился в камере, глава Минхлопкопрома УзССР Вахабджан Усманов приговорён к расстрелу по «Хлопковому делу», в 1989 г. представитель Верхсуда СССР в заседаниях Комиссии Политбюро ЦК КПСС по репрессиям 1930—1940-х и начала 1950-х гг., голосованием его и 37 членов Пленума Верхсуда СССР реабилитирован Й. А. Хинт, в 1992 г. представитель КПСС и КП РСФСР по «Делу КПСС» в Конссуде РФ, в 1996—1997 гг. консультант аппарата Комитета Совета Федерации по конституционному законодательству и судебно-правовым вопросам и член Уголовно-правовой секции Научно-консультативного совета при Верхсуде РФ. Жена Ольга Дмитриевна Тихомирнова, сын Валерий Робертович Тихомирнов — член Адвокатской палаты г. Москвы награждён Медалю «За заслуги в защите прав и свобод граждан» II степени ФПА РФ, внук Роман Валерьевич Тихомирнов (1977 г. р.) — кандидат юридических наук, специалист по гражправу и экоправу, ведущий сотрудник компаний коммерческой недвижимости, внучка Полина Валерьевна Тихомирнова (Сырцова) индивидуальный предприниматель по допобразованию и недвижимостям.